# Nora Federici
Nora Federici (Roma, 27 aprile 1910 – Grottaferrata, 9 settembre 2001) è stata una statistica italiana, direttrice dell’Istituto di demografia della Facoltà di scienze statistiche della Sapienza, presidentessa del Comitato italiano per lo studio dei problemi della popolazione e accademica dei Lincei.

## Biografia
Nata a Roma nel 1910, dopo aver conseguito la laurea in Scienze politiche nel 1933 presso l'Università di Roma, discutendo una tesi di argomento statistico, Nora Federici iniziò la sua carriera universitaria come assistente e docente nelle università di Perugia, Palermo e Roma ove insegnò, nel corso degli anni, varie discipline nell'ambito statistico e demografico. Dal 1957 al 1979 diresse l'Istituto di Demografia della facoltà di scienze statistiche e demografiche dell'ateneo romano e nel 1962 vinse il primo concorso italiano bandito per una cattedra universitaria della disciplina.
Decisivo per la sua formazione scientifica fu il rapporto con Corrado Gini, illustre statistico italiano, docente universitario e primo presidente dell'Istat, dal quale maturò una concezione più ampia della demografia intesa come sintesi tra le componenti biologiche e quelle sociali. In continuazione dell'opera di Gini, la Federici assunse dal 1966 al 1994 la direzione la rivista Genus, fondata dal suo maestro nel 1934, periodico di prestigio internazionale di studi sulla popolazione, pubblicato sotto l'egida del Consiglio nazionale delle ricerche e fu presidente del CISP (Comitato italiano per lo studio dei problemi della popolazione), che lo stesso Gini aveva formato nel 1929.
Le sue Lezioni di demografia, nelle varie edizioni, dopo quella iniziale del 1955, pubblicate nuovamente nel 1979 con il titolo Istituzioni di demografia, sono state un testo base per lo studio della disciplina.
Attenta anche a temi sociali, e in particolare all'emancipazione della donna, la Federici dedicò alcune sue ricerche alla condizione femminile nell'ambito lavorativo e familiare. Coerentemente con tali interessi s'impegnò nell'UDI (l'allora Unione Donne Italiane), associazione femminile di promozione politica, sociale e culturale, nella quale ricoprì ruoli di rilievo nella presidenza nazionale.
Accademica dei Lincei, nel 1989 fu insignità della medaglia d'oro dei benemeriti della scuola, della cultura e dell’arte. Ricoverata dopo un'operazione chirurgica in un centro di riabilitazione di Grottaferrata, cittadina dei Castelli Romani, nell'attuale città metropolitana di Roma Capitale, morì nel 2001 all'età di novantuno anni.

## Opere
- Ulteriori ricerche sugli studenti dell'Università di Roma, Roma, Amministrazione del Metron, 1937.
- La curva di sviluppo individuale presso alcune popolazioni isolate, Roma, Tipografia operaia romana, 1938.
- La riproduttività differenziale. Intensità, cause, differenze, Roma, [s.n.], 1939.
- L'intervento dello stato nel campo demografico, Roma, Il Giornale Economico, 1940
- Sul rialzo della mortalità maschile nel quinquennio di età 20-25 anni, Roma, Tipografia operaia romana, 1940.
- Politica della popolazione, prefazione di Corrado Gini, Roma, Failli, 1941.
- Aspetti della disoccupazione intellettuale in Italia, Spoleto, Arti grafiche Panetto & Petrelli, 1942.
- Appunti sulle spedizioni scientifiche del Comitato italiano per lo studio dei problemi della popolazione. con Corrado Gini, Roma, Tipografia operaia romana, 1943.
- Statistica metodologica e applicata, con Tommaso Salvemini, Roma, La navicella, 1949.
- Le caratteristiche e i problemi dell'occupazione e della disoccupazione femminile, Atti della commissione parlamentare d'inchiesta sulla disoccupazione, v.4, tomo 5, Roma, Camera dei deputati, 1953.
- Lezioni di demografia, a cura di Gaspare Massetti, Roma, Edizioni Universitarie, 1955. Seconda edizione: Roma, E. De Santis, 1960. Terza edizione: Roma, E. De Santis, 1968.
- La mortalità per malattie cardiovascolari nelle regioni italiane, Roma, Failli, 1965.
- L'evoluzione demografica dell'Umbria dal 1861 al 1961, con Luigi Bellini, Perugia, [s.n.], 1966.
- Lezioni di statistica economica, a cura di Luigi Bellini, riveduto e aggiornato da Luigi Tittarelli, Perugia, CLEUP, 1968.
- Le condizioni di lavoro delle donne salariate nei sei Stati membri della Comunità europea: Italia, con Carla Bielle e Antonella Pinnelli, Commissione delle Comunità europee. Direzione generale degli affari sociali, 1972.
- La popolazione in Italia, Nora Federici e altri, Torino, Boringhieri, 1976.
- Condizioni di lavoro delle lavoratrici italiane dipendenti, a cura di Nora Federici, con Carla Bielli e Antonella Pinnelli, Roma,,[s.n.], 1976.
- Istituzioni di demografia, Roma, Elia, 1979.
- Procreazione, famiglia, lavoro della donna, Torino, Loescher, 1984.
- Scritti scelti, Roma, [s.n.], 1992.